# 이찬해
이찬해(李燦解, 1945년 10월 8일~)는 대한민국의 작곡가이자, 교수이다.

## 생애
이찬해는 대한민국 서울에서 태어나 연세대학교 에서 작곡을 공부했으며, 이후 해외에서 공부를 계속했다.
1977년 연세대학교 작곡과 교수로 부임했으고, 이후에는 대한민국 국민작곡상을 수상했한 뒤, 그녀의 작품은 국제적으로 공연되었다.